# Joartigasia rubiventris
Joartigasia rubiventris är en tvåvingeart som beskrevs av Hermann 1912. Joartigasia rubiventris ingår i släktet Joartigasia och familjen rovflugor.
Artens utbredningsområde är Surinam. Inga underarter finns listade i Catalogue of Life.